# 棘を抜く少年像のあるヴァニタス
『棘を抜く少年像のあるヴァニタス』（とげをぬくしょうねんぞうのあるヴァニタス、蘭: Vanitasstilleven met de Doornuittrekker、英: Vanitas with the Spinario）は、17世紀オランダ黄金時代の画家ピーテル・クラースゾーンが1628年に板上に油彩で制作した静物画である。 左側には、ヘレニズム期の彫像『棘を抜く少年』(カピトリーノ美術館) の縮小版がある。作品は、1958年にロンドンで購入されて以来、アムステルダム国立美術館に収蔵されている。

## 作品

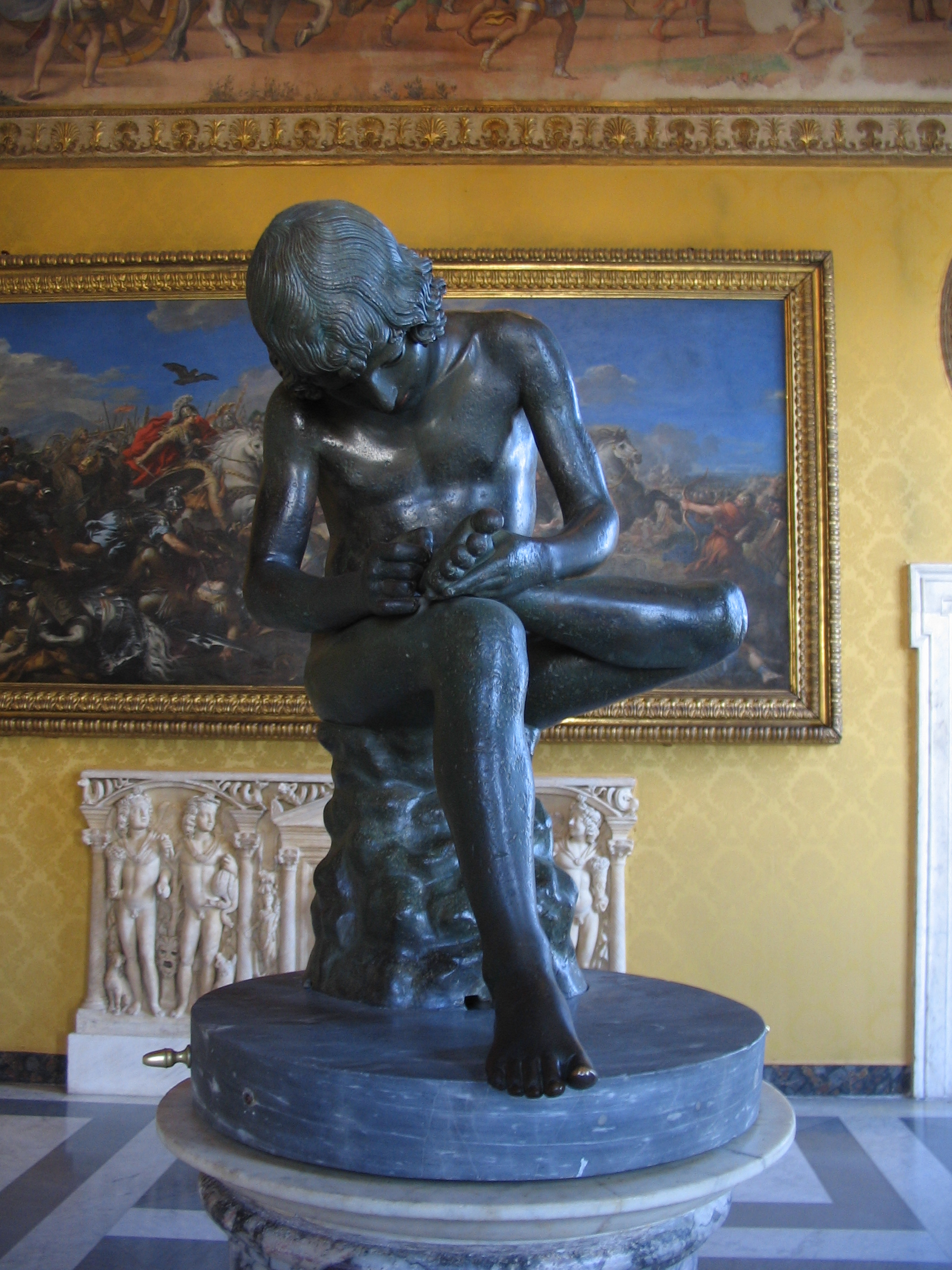
『棘を抜く少年』、カピトリーノ美術館、ローマ

本作は、部屋の片隅に設定されたヴァニタス (人生の虚しさの寓意を表す静物画) である。緑色の布の掛けられたテーブルに、髑髏、骨、黄ばんだ本、消えたオイル・ランプ、空のグラス、バイオリンなどの楽器といったピーテル・クラースゾーンの初期のヴァニタスに登場する事物が置かれている。さらに、画家は、絵画と素描に関するいくつかの事物を加えている。絵具の付いたパレット、マールスティック (絵筆を持つ手を支えるために画家が使う長い棒)、裸体の人物 (おそらくフォルトゥーナ) の描かれている素描帳、素描道具、そして、『棘を抜く少年』像の模刻である。これらすべての事物は、芸術、科学、人生の儚さの象徴である。
彫像『棘を抜く少年』は、ルネサンス期以来、ローマで見られる古代作品のうち最も有名なものの1つであった。多くの画家がその素描を制作し、多くの模刻が作られた。本作の彫像は、ブロンズの型から作られた石膏像で、高さは71センチである。そのような模刻は、北方の画家の工房でしばしば用いられ、16、17世紀の芸術家には理想益な古代作品の例であると見なされた。
本作は、五感を表したものであるとも示唆されてきた。すなわち、楽器は「聴覚」を、絵画と素描は「視覚」を、オイル・ランプは「嗅覚」を、グラスは「味覚」を、そして、『棘を抜く少年』の彫像は『触覚』を表しているというものであるが、この見方は妥当ではないように思われる。